# Янссон, Ульрик
У́льрик Я́нссон (швед. Ulrik Jansson; родился 2 февраля 1968 года в Векшё, Швеция) — шведский футболист, полузащитник. Известен по выступлениям за «Хельсингборг», «Эстер» и сборную Швеции. Участник чемпионата Европы 1992 года.

## Клубная карьера
Янссон воспитанник клуба третьего шведского дивизиона «Вармамо». По окончании своего первого сезона он перешёл в «Эстер», за который дебютировал в Аллсвенскан лиге. В 1991 году Ульрик помог команде выйти в финал Кубка Швеции, а через год завоевать серебряные медали первенства Швеции.
В 1994 году Янссон перешёл в «Хельсингборг». В 1998 году он помог команде завоевать Кубок Швеции, а в 1999 выиграл свой единственный чемпионат. За клуб Ульрик выступал на протяжении девяти сезонов. В 2004 году он перешёл в «Энгельхольм», где и завершил свою карьеру.

## Международная карьера
22 августа 1990 года в товарищеском матче против сборной Норвегии Янссон дебютировал за сборную Швеции. В том же году Ульрик попал в заявку национальной команды на Чемпионат мира в Италии. На турнире он был запасным и не сыграл ни минуты.

## Достижения
Командные
 «Хельсингборг»
- Чемпионат Швеции по футболу — 1999
- Обладатель Кубка Швеции — 1998